# Джумейра-Біч-Резіденс
Джумейра Біч Резіденс (араб. مساكن شاطئ جميرا, англ. Jumeirah Beach Residence, також відомий як JBR) — прибережний мікрорайон довжиною 1,7 км загальною площею 2 км², розташований на узбережжі Перської затоки в районі Дубай Марина в  Дубай, Об'єднані Арабські Емірати. Це житловий комплекс який містить 40 веж (35 житлових і 5 готелів). JBR може вмістити близько 15 000 чоловік, які проживають у своїх апартаментах і готельних номерах. Проект має 6917 квартир, від студій площею 84 м² до пентхаусів площею 510 м². JBR має загалом шість житлових кварталів: Шамс, Амвадж, Рімал, Бахар, Садаф і Мурджан (у порядку із заходу на схід). JBR розміщений за декілька хвилин ходьби від пристані для яхт Дубая, Дубайського трамваю та Дубайського метро.
Забудовник, Dubai Properties (дочірня компанія Dubai Holding), запустив JBR у серпні 2002 року. Цей проект вартістю 6 мільярдів дирхамів був завершений у 2010 році.

## The Walk
Walk at Jumeirah Beach Residence — 1,7-кілометрова смуга на рівні землі та площі комплексу. Була розроблена Dubai Properties, завершена до 2007 року та офіційно відкрита у серпні 2008 року.

## The Beach
The Beach at Jumeirah Beach Residence — торговий комплекс, побудований на фактичному пляжі перед JBR компанією Meraas Holding, що належить шейху Мохаммеду ібн Рашиду Аль Мактуму, віце-президенту та прем’єр-міністру ОАЕ та правителю  Дубая. Комплекс, що складається з чотирьох окремих площ, займає основну частину пляжу між готелями Hilton і Sheraton і містить кілька рівнів паркування, а також сімдесят роздрібних точок, закладів харчування та напоїв, а також розважальних закладів.
З пляжу відкривається вид на оглядове колесо Око Дубаю (раніше Dubai Eye) на штучному острові Блакитних вод.

## Острів Блакитних вод
Острів Блакитних вод — це штучний острів, який будують навпроти Jumeirah Beach Residence. Комплекс включає готелі, апартаменти, вілли, ресторани та розважальні заклади, а також Око Дубаю (раніше Dubai Eye), оглядове колесо висотою 250 м (820 футів), яке є найвищим у світі. Острів з'єднаний шосе з Шейх Заїд Роуд і пішохідним мостом з Джумейра Біч Резіденс.

## Див.також
- Пляж Джумейра на північний схід